# نيكو لي
نيكو لي (بالإنجليزية: Nico Lee)‏ هو لاعب اتحاد الرغبي جنوب أفريقي، ولد في 13 مارس 1994 في بريتوريا في جنوب أفريقيا.